# Mycena zephirus
Mycena zephirus es una especie de hongo basidiomicetos,  de la familia Mycenaceae, perteneciente al género Mycena.

## Sinónimos
- Agaricus zephirus Observ. mycol. (Havniae) 2: 161 (1818)